# Balogh Gábor (labdarúgó)
Balogh Gábor (Budapest, 1964. október 29. –) labdarúgó, csatár, jelenleg a Szent István SE U16-os csapatának edzője. 

## Pályafutása

### Játékosként
Utánpótlás éveit a Bp. Postásban, a BVSC-ben majd 14 éves korától az MTK-VM-ben töltötte. Az NB I-ben 1983. szeptember 3-án mutatkozott be. A Váci Izzóhoz tett egyéves kitérője után visszakerült az MTK-hoz, ahonnan a belga másodosztályú Koninklijke Stade Leuvenhez igazolt. Csapata nem fizette ki teljes vételárát, így az 1991-es évet ismét a kék-fehéreknél kezdte, akik a szezon végén nem tartottak rá igényt. Ezután aláírt a Ferencvároshoz, ahol 1994-ig szerepelt. Ezt követően a másodosztályban játszott. A III. Kerületi TVE-vel bajnok lett, majd a Kecskeméti TE színeiben szerepelt. Labdarúgó pályafutását a REAC-ban fejezte be

### Edzőként
Edzői karrierjét a RAFC csapatánál kezdte, majd az FTC utánpótlás csapatainál dolgozott hosszú, tíz éven át. Távozása után néhány hónapig az NB II-es Tököl edzője volt, majd a RAFC csapatát irányította. Jelenleg a Szent István SE U16 utánpótlás vezetőedzője. 

## Sikerei, díjai
- Magyar bajnokság
  - bajnok: 1986–87, 1991–92
  - MR GÓL: 1992
  - 2.: 1989–90
  - 3.: 1992–93